# Rachel Griffiths
Rachel Anne Griffiths (født 18. december 1968) er en australsk tv- og filmskuespiller. Griffiths er blandt andet kendt for sin rolle som Brenda Chenowith i tv-serien Six Feet Under. Til den rolle blev hun tildelt en Golden Globe i 2002. Ved Oscaruddelingen 1999 blev hun nomineret i kategorien Oscar for bedste kvindelige birolle for sin præstation Hilary & Jackie.

## Privatliv
Hun har været gift siden 2002 med Andrew Taylor og sammen har har de tre børn.